# Pharaoh: A New Era
Pharaoh: A New Era — містобудівна відеогра, розроблена студією «Triskell Interactive» і видана компанією «Dotemu». Це ремейк гри «Pharaoh» 1999 року.

## Ігровий процес
Як ремейк, гра точно повторює оригінал. Гравці будують місто в стародавньому Єгипті. У грі оновлена графіка, зокрема гравці можуть змінювати масштаб, щоб роздивитися своє місто. Крім того, розробники додали можливість перемикатися між оригінальною системою пошуку працівників та глобальним пулом робочої сили як у Zeus: Master of Olympus. Також у грі з'явилося відслідковування сезонів повені Нілу.

## Розробка
Після того, як Triskell Interactive представила Dotemu містобудівну гру, Dotemu запропонували їм замість цього переробити іншу містобудівну гру. Triskell вибрала «Pharaoh», а Dotemu отримала ліцензію від Activision. Dotemu випустила «Pharaoh: A New Era» 15 лютого 2023 року.

## Оцінки й відгуки
«Pharaoh: A New Era» отримала позитивні відгуки від критиків на Metacritic, однак оцінка користувачів була загалом несприятлива. Оглядач з «Rock, Paper, Shotgun» сказав, що, хоча в ній немає складності сучасних ігор, це «остаточна версія холодної класики». Оглядач «National Public Radio» відмітив кілька помилок і зауважив, що нова графіка надто схожа на мобільну гру, проте він зазначив, що гра «як і раніше, є симулятором містобудування, що вартий уваги». У «Gamepressure» відмітили, що ремейк є «чудовою можливістю заново відкрити цю позачасову класику», хоча вони зауважили, що деякі елементи інтерфейсу користувача потребують вдосконалення. «Shacknews» відчув, що частина ігрового процесу була архаїчною, але в цілому назвав гру «чудовим відтворенням класики».